# Sandfluren bei Volkach, Schwarzach am Main und Sommerach
Die Sandfluren bei Volkach, Schwarzach am Main und Sommerach sind ein Naturschutzgebiet südlich von Volkach, im unterfränkischen Landkreis Kitzingen.

## Lage
Das Naturschutzgebiet Sandfluren bei Volkach, Schwarzach am Main und Sommerach liegt an der Staatsstraße St2271 zwischen Volkach und Schwarzach am Main östlich des Mainkanals. Das Areal wird vom Hölzersgraben durchzogen, der nach 2,1 Kilometern im Mainkanal mündet.

## Beschreibung
Das Areal ist seit 1989 ein ausgewiesenes Naturschutzgebiet mit der Katasternummer NSG600.105. Die Ausdehnung beträgt 104,8 Hektar. Das Naturschutzgebiet ist ein Bestandteil des Natura-2000-Netzwerkes und als Teil des Schutzgebietes DE6027471, Maintal zwischen Schweinfurt und Dettelbach, sowie des EU-Vogelschutzgebietes Südliches Steigerwaldvorland ausgewiesen.
Zweck des Naturschutzgebietes ist die Sicherung von Sandmagerrasen und Sandgrasheiden in ihrer Verzahnung mit Waldrändern, Wiesen, Ackerflächen, Streuobstbeständen, Feuchtgebieten und Wasserläufen sowie der Schutz von Sanddünen und Flugsandflächen. 
Die Dünen sind vom Bayerischen Landesamt für Umwelt als Geotop 675R002 ausgewiesen. Siehe hierzu auch die Liste der Geotope im Landkreis Kitzingen und Liste der Naturschutzgebiete im Landkreis Kitzingen.

## Flora und Fauna
Durch Trockenheit und Nährstoffarmut der Sandfluren haben sich einzigartige Lebensräume gebildet. Zahlreiche Lebewesen und Pflanzen haben sich an diese extremen Lebensräume angepasst. So sind dort Wildbienen, Schlupfwespen, Sandlaufkäfer, Wespenspinnen, blauflügelige Ödlandschrecken und Zauneidechsen zu finden.
An Pflanzen gibt es Sand-Grasnelken, Sandglöckchen und Sandstrohblumen.

## Zugang
Das Schutzgebiet ist ganzjährig frei zugänglich. Der Wanderweg Fränkischer Marienweg sowie lokale Wanderwege durchziehen das Gebiet. 
Ein Besuch ist vom Frühsommer bis in den Herbst lohnend. Mehrere Infotafeln befinden sich im Schutzgebiet.